# Niccolò Brancaleone
Pour les articles homonymes, voir Brancaleone (homonymie).
Niccolò Brancaleone ou Brancaleon (appelé communément par les Éthiopiens Merqoreyos Afrengi, « Mercure le Franc ») (né à Venise v. 1450/1460 - mort après 1526) est un architecte et un peintre italien de la Renaissance, qui émigra en Éthiopie et y fut actif depuis 1480 environ jusqu'aux années 1520.

## Biographie
Sa présence en Éthiopie est signalée par la mission franciscaine qui s'y rendit depuis Jérusalem en 1482 (et qui trouva quatorze Italiens installés dans la capitale du pays). Quarante ans plus tard, le prêtre portugais Francisco Álvares, qui séjourna en Éthiopie de 1520 à 1526, le rencontra également. Il y fut donc actif sous les règnes des négus Eskender, Naod et Lebna Dengel. Selon Álvares, il serait arrivé en Éthiopie comme « moine ».
Sa peinture, du style du Quattrocento italien, a influencé l'art éthiopien dans le sens d'un rendu plus naturel des visages et des corps dans l'iconographie religieuse. Dans le monastère de Mertule Maryam (fondé dans les années 1510 par l'impératrice Hélène), on a retrouvé en 1993 une icône très proche de son style, mais attribuée par une inscription à l'arrière à un certain Afnin, ce qui montre qu'il a eu des élèves éthiopiens.
Il a exercé aussi en tant qu'architecte et on lui attribue plusieurs églises éthiopiennes.

## Œuvres
- Diverses Vierges à l'Enfant
- Décoration de l'église Saint-Georges[3].

## Sources
- Voir Bibliographie
- Voir liens externes